# Genesis (canção de Grimes)
"Genesis" é uma canção da cantora e compositora canadense Grimes, lançada em 9 de janeiro de 2012 como o primeiro single de seu terceiro álbum de estúdio, Visions (2012). A música é um dos lançamentos de maior sucesso de Grimes até agora, como resultado do videoclipe da música se tornar viral, principalmente através do site de micro-blogging Tumblr. A NME colocou a música na 16ª posição em sua lista das 50 Melhores Faixas de 2012.

## Vídeo musical
O vídeo auto-dirigido de "Genesis" estreou em 22 de agosto de 2012. Foi filmado em Los Angeles e co-estrelou a rapper e stripper Brooke Candy, a quem Grimes descreve como "uma musa muito contemporânea". No vídeo, Grimes é vista ao lado de um grupo de amigos enquanto dirige um Escalade no deserto, segurando uma píton albina na parte de trás de uma limusine e posando na floresta. Ela disse sobre o conceito do vídeo: "É vagamente baseado nesta pintura do meu pintor favorito, Hieronymus Bosch, chamado The Seven Deadly Sins and the Four Last Things. Eu queria brincar com imagens medievais/católicas. Fui criada em uma casa católica e fui para uma escola católica, e meu cérebro de infância percebeu o catolicismo medieval como um filme de ação: Há esse cara louco e onipresente que pode destruir você a qualquer momento."

## Apresentações ao vivo
Grimes apresentou "Genesis" no Later... with Jools Holland em 24 de abril de 2012. Em 14 de agosto de 2012, a música também foi apresentada no The Tonight Show Starring Jimmy Fallon.

## Faixas e formatos
Download digital e streaming
1. "Genesis" – 4:15

Cassete single de edição limitada
A. "Genesis" – 4:15
B. "Ambrosia" – 3:31

## Desempenho nas paradas musicais
| Parada (2012)                              | Melhor posição |
| ------------------------------------------ | -------------- |
| Reino Unido (Independent Singles – OCC)    | 37             |
| México (Mexico Ingles Airplay – Billboard) | 44             |

## Certificações
| Região                                                        | Certificação | Unidades/Vendas certificadas |
| ------------------------------------------------------------- | ------------ | ---------------------------- |
| Estados Unidos (RIAA)                                         | Ouro         | 500.000‡                     |
| ‡números de vendas+streaming baseados apenas na certificação. |              |                              |